# Avatime
L'avatime (o afatime, o sia, o sideme, o Si-ya, autodenominats com kedone) és una llengua kwa oriental (del grup de les llengües de la riba esquerra) que parlen els avatimes de la zona d'Amedzofe, a la regió Volta de Ghana. Hi ha entre 24.000 i 32.000 avatimes. El seu codi 639-3 és avn i el seu codi al glottolog és avat1244.

## Família lingüística
Segons l'ethnologue, l'avatime és una llengua kwa oriental que pertany al subgrup de les llengües avatime-nyangbos juntament amb el nyangbo i el tafi. El glottolog fa la mateixa classificació.

## Situació geogràfica i pobles veïns
Amedzofe és el poblat principal dels avatimes, a la regió Volta. Vane, Gbadzeme, Dzokpe, Biakpe, Dzogbefeme i Fume són altres aldees del seu territori.
Segons el mapa lingüístic de Ghana de l'ethnologue, el territori avatime està situat al sud-est del país, a prop de la frontera amb Togo, que està a l'est. És un petit territori veí dels territoris també minúsculs dels logbes (nord), dels nyambos i dels tafis. Aquesta zona d'aquests quatre pobles està rodejada pel territori dels ewes i està situada a l'est del llac Volta.

## Dialectes i llengües semblants
L'avatime no té cap dialecte conegut. És semblant al nyangbo i al tafi.

## Sociolingüística, estatus i ús de la llengua
Segons els nivells EGID, l'avatime és una llengua desenvolupada (EGIDS 5): és parlada per persones de totes les edats i generacions tant a la llar com en l'entorn social a tots els nivells i està estandarditzada i té literatura, tot i que la seva situació no és totalment sostenible. Menys de l'1% dels que la tenen com a llengua materna hi estan alfabetitzats i entre el 5 i el 15% dels que hi estan alfabetitzats la utilitzen com a segona llengua. Té gramàtica i està escrita en alfabet llatí des del 2010. Hi ha persones de pobles veïns que la coneixen com a segona llengua. Segons l'ethnologue l'ús de l'avatime està disminuint a favor de l'ewe, que l'està desplaçant.

## Fonologia
L'avatime és una llengua tonal que segons Rebecca Defina (del Max Planck Institute for Psycholinguistics), compta amb tres tons diferents, i que, segons Russell G. Schuh (de la Universitat de Maiduguri), en té quatre. Aquests tons bàsicament s'utilitzen per fer contrastos lèxics tot i que també poden tenir una funció gramatical.

### Vocals
Segons Russel G. Schuh, l'avatime té nou vocals, : /i ɪ e ɛ a ɔ o ʊ u/. No estan del tot clares les diferències entre /i e o u/ i /ɪ ɛ ɔ ʊ/ . Rebecca Defina, en canvi, apunta que n'hi ha set.
Igual que moltes altres llengües de Ghana, els sons vocàlics es fan a través d'avançar i retreure la base de la llengua (contracció laríngea).
L'avatime té harmonia vocàlica. No es barregen el grup de les /i e o u/ relaxades amb el grup de les vocals / ɪ ɛ 1 ɔ ʊ / i els prefixos canvien les vocals perquè s'harmonitzin. Per exemple, el gènere pel gènere humà singular hi ha el prefix /ɔ ~ o/ i el plural hi ha el prefix /a ~ e/: /o-ze/.
Hi ha vocals llargues i curtes. Hi ha gravacions del 1710 que mostren que les vocals podrien haver estat nasals però aquestes han desaparegut i a l'actualitat hi ha poques paraules amb vocals nasals.

### Consonants
El sistema consonàntic de la llengua avatime té una consonant fricativa bilabial [β] i un seguit de labiovelars, incloent-hi fricatives labiovelars. També compta amb consonants considerades de doble articulació, ja que van seguides de l'aproximant [w].
|            | Bilabials | Labiodentals | Alveolars     | Postalveolars | Velar | Labio-velars |
| ---------- | --------- | ------------ | ------------- | ------------- | ----- | ------------ |
| Nasals     | m         |              | n             | ɲ             | ŋ     | ŋʷ           |
| Oclusives  | p b       |              | t d           |               | k ɡ   | k͡p ɡ͡b        |
| Africades  |           |              | t͡s d͡z ~ t͡ʃ d͡ʒ | t͡s d͡z ~ t͡ʃ d͡ʒ |       |              |
| Fricativa  | β         | f v          | s z           |               | x ɣ   | xʷ ɣʷ        |
| Aproximant |           |              | l ~ r         | j             |       | w            |

## Gramàtica i Vocabulari
L'avatime és una llengua amb set classes nominals (marcades per prefixos nominals) de les quals sis són subclasses del nombre (singular i plural). En el cas dels verbs, el mode i l'aspecte també venen determinats per prefixos, en canvi, no hi ha marques pels temps verbals. Segons l'ordre canònic, l'ordre dels constituents en una oració és SVO (Subjecte, Verb i Objecte)
Trobem diferents grups de pronoms personals que corresponen a un grup nominal determinat. Els pronoms poden tenir una funció d'objecte directe del verb o poden tenir una funció lliure.
L'avatime és una llengua amb set tipus de gèneres gramaticals dels quals un d'aques
ts compta amb dos subgèneres (un per paraules amb prefixos i l'altre per paraules sense prefixos). Els diferents gèneres agrupen diferents tipus de paraules: el gènere O/BA (representa el 33% de les paraules de la llengua) engloba gairebé tots els noms d'humans i d'animals domèstics i salvatges i, dins d'aquest grup trobem el subgrup Ø que inclou les paraules manllevades, també trobem el gènere LI/A (representa el 21% de les paraules de la llengua) usat per algunes parts del cos, alguns animals, per expressions temporals, etc.
Pel que fa als pronoms demostratius o el indefinits es formen a partir de l'ús dels prefixos dels seus referents.
El sistema numeral de l'avatime funciona a partir de prefixos. En el cas dels nombres cardinals la seva forma ve determinada pel grup nominal al qual pertany el nom a què acompanya. A més, el nivell tonal del nombre cardinal varia segons el prefix que té el nom.